# インドネシア大学
インドネシア大学（英語: University of Indonesia、公用語表記: Universitas Indonesia）は、デポックに本部を置くインドネシアの国立大学。1851年創立、1950年大学設置。大学の略称はUI。

## 概略
12の学部を持つ総合大学。一般的にインドネシアを代表する大学と認知されており、主要な世界大学ランキングでは国内最高位に位置付けられている。環太平洋大学協会、ASEAN大学ネットワークに所属している。これまでに、世界銀行専務理事を務めたスリ・ムルヤニ、作家のアユ・ウタミなどの著名人を輩出している。

## 歴史
1851年にオランダ植民地政府が設立した医学校がルーツとなっており、インドネシアで最も古い高等教育機関とされている。1954年にスラバヤにあった学部はアイルランガ大学になり、1955年にマカッサルにあった学部はハサヌディン大学になり、1959年にバンドンにあった学部はバンドン工科大学になり、1964年にボゴールにあった学部はボゴール農科大学になった。

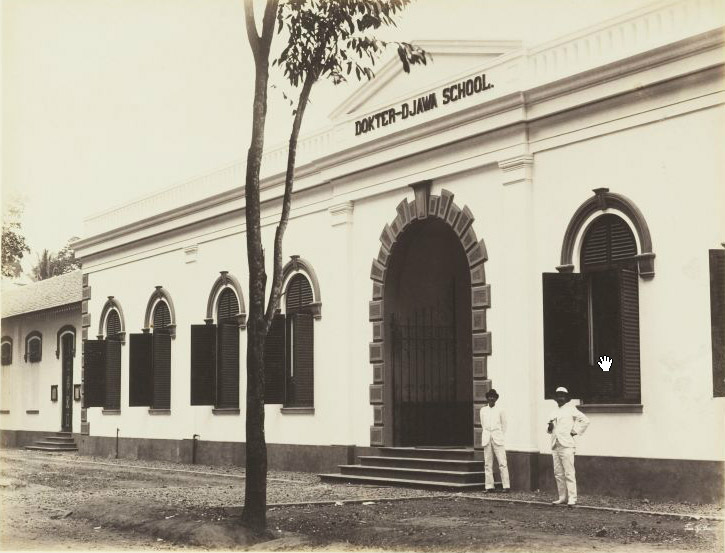
ジャワ医学校
医学部
付属病院

## 日本の協定大学
- 東京大学
- 一橋大学
- 神戸大学
- 早稲田大学
- 慶應義塾大学
- 明治大学
- 中央大学
- 法政大学
- 名古屋大学
- 神戸学院大学
- 広島大学
- 九州国際大学
- 静岡大学
- 大阪大学
- 亜細亜大学